# سینو (کالیفرنیا)
سینو (به انگلیسی: Cinco) یک منطقهٔ مسکونی در ایالات متحده آمریکا است که در شهرستان کرن، کالیفرنیا واقع شده‌است. سینو ۶۵۵ متر بالاتر از سطح دریا واقع شده‌است.